# Langemark-Poelkapelle
Langemark-Poelkapelle ist eine Gemeinde des Arrondissements Ypern in der belgischen Provinz Westflandern.
Die Gemeinde wurde 1977 aus den bisherigen Gemeinden Bikschote, Langemark (heute Hauptort) und Poelkapelle gebildet.

## Gemeindegliederung
Die 8100 Einwohner (1. Januar 2024) zählende Gemeinde umfasst fünf Ortsteile. Dies sind die drei ehemaligen Gemeinden sowie die zu Langemark gehörenden Dörfer Madonna und Sint-Juliaan. Nachfolgende Tabelle gibt die Fläche und die Einwohnerzahl der Teilgemeinden für 1999 an. Die Nummern entsprechen denen der Karte rechts; bebaute Flächen in gelb.
| #          | Name                                           | Fläche | Einwohner (1999) |
| ---------- | ---------------------------------------------- | ------ | ---------------- |
| I (IV) (V) | Langemark - Langemark - Madonna - Sint-Juliaan | 31,67  | 5.084            |
| II         | Poelkapelle                                    | 15,29  | 1.965            |
| III        | Bikschote                                      | 5,57   | 575              |

Quelle: Streekplatform Westhoek

## Geschichte
Im Ersten Weltkrieg war Langemark-Poelkapelle der Schauplatz schwerer Gefechte zwischen deutschen und alliierten Truppen.
In der ersten Flandernschlacht wurde Langemark zum namensgebenden Ort für den „Mythos von Langemarck“. Die Schlacht selbst fand im Raum des heutigen Ortsteils Bixschoote und des Ortsteils Noordschote der angrenzenden Stadt Lo-Reninge (auf der oberen Karte: e, links oben) statt.
Während der zweiten Flandernschlacht führte das deutsche Pionierregiment 35 am 22. April 1915 an der Frontline zwischen Bixschoote und Langemark den ersten Angriff mit Giftgas durch. Insgesamt wurden 150 Tonnen Chlorgas nach dem Blasverfahren eingesetzt. Es bildete sich eine 6 km breite, 600–900 m tiefe Gaswolke, die auf die französischen und kanadischen Truppen bei Sint-Juliaan zutrieb. 35 Minuten nach dem Abblasen des Giftgases hatte die deutsche Infanterie 4 Kilometer Terrain gewonnen. Am Ende des Tages wurden von 15.000 mit Kampfgas angegriffenen Soldaten 5.000 als gefallen und 5.000 gefangen genommen gemeldet, dazu wurden 60 Geschütze erobert.
Der britische Soldatenfriedhof Poelkapelle British Cemetery sowie der deutsche Soldatenfriedhof Langemark erinnern an die Toten.